# Tour de Romandía 1972
La 26.ª edición del Tour de Romandía se disputó del 10 de mayo al 14 de mayo de 1972 con un recorrido de 667,1 km dividido en un prólogo inicial y 5 etapas, con inicio fin en Ginebra.
El vencedor fue el francés Bernard Thevenet, cubriendo la prueba a una velocidad media de 35,2 km/h.

## Etapas[1]
| Etapa   | Recorrido              | Km    | Ganador             |
| Prólogo | Ginebra                | 4,4   | Peugeot-BP-Michelin |
| 1.ª     | Ginebra-Grimentz       | 190,6 | Emanuele Bergamo    |
| 2.ª     | Siders-Moléson village | 163,9 | Raymond Delisle     |
| 3.ªa    | Bulle-Neuenburg        | 70,2  | Giancarlo Polidori  |
| 3.ªb    | Neuenburg              | 32    | Bernard Thevenet    |
| 4.ª     | Neuenburg-Ginebra      | 206   | Giorgo Favaro       |

## Clasificaciones
Así quedaron los diez primeros de la clasificación general de la segunda edición del Tour de Romandía
| \| 1. \| Bernard Thevenet \| Francia \| 18h 53'34" \| \| \| 2. \| Lucien Van Impe \| Bélgica \| + 22" \| \| \| 3. \| Raymond Delisle \| Francia \| + 41" \| \| \| 4. \| Mariano Martinez \| Francia \| + 49" \| \| \| 5. \| Roger Pingeon \| Francia \| + 2'01" \| \| \| 6. \| Gösta Pettersson \| Suecia \| + 2'04" \| \| \| 7. \| Franco Bitossi \| Italia \| + 2'27" \| \| \| 8. \| Gianni Motta \| Francia \| + 2'41" \| \| \| 9. \| Pierre Martelozzo \| Italia \| + 2'58" \| \| \| 10. \| Willy Vanneste \| Bélgica \| + 3'14" \| \| |                   |         |            |  |
| 1. | Bernard Thevenet  | Francia | 18h 53'34" |  |
| 2. | Lucien Van Impe   | Bélgica | + 22"      |  |
| 3. | Raymond Delisle   | Francia | + 41"      |  |
| 4. | Mariano Martinez  | Francia | + 49"      |  |
| 5. | Roger Pingeon     | Francia | + 2'01"    |  |
| 6. | Gösta Pettersson  | Suecia  | + 2'04"    |  |
| 7. | Franco Bitossi    | Italia  | + 2'27"    |  |
| 8. | Gianni Motta      | Francia | + 2'41"    |  |
| 9. | Pierre Martelozzo | Italia  | + 2'58"    |  |
| 10. | Willy Vanneste    | Bélgica | + 3'14"    |  |